# Condado de Krasnystaw
Nota linguística: Não confundir hrabstwo (condado) com powiat (divisão administrativa)..
Krasnystaw (polaco: powiat krasnostawski) é um powiat (condado) da Polónia, na voivodia de Lublin. A sede é a cidade de Krasnystaw. Estende-se por uma área de 1067,18 km², com 76 508 habitantes, segundo os censos de 2005, com uma densidade 71,69 hab/km².

## Divisões admistrativas
O condado possui:
Comunas urbanas: Krasnystaw
Comunas rurais: Fajsławice, Gorzków, Izbica, Krasnystaw, Kraśniczyn, Łopiennik Górny, Rudnik, Siennica Różana, Żółkiewka
Cidades: Krasnystaw

## Demografia
População (dados de 30 de Junho de 2005):
|          | Total   | Total | Mulheres | Mulheres | Homens  | Homens |
| -------- | ------- | ----- | -------- | -------- | ------- | ------ |
|          | pessoas | %     | pessoas  | %        | pessoas | %      |
| Total    | 76 508  | 100   | 39 385   | 51,5     | 37 123  | 48,5   |
| Cidades  | 19 626  | 100   | 10 334   | 52,7     | 9292    | 47,3   |
| Povoados | 56 882  | 100   | 29 051   | 51,1     | 27 831  | 48,9   |